# Senecio austin-smithii
Senecio austin-smithii là một loài thực vật có hoa trong họ Cúc. Loài này được Standl. miêu tả khoa học đầu tiên năm 1940.